# Lijst van rijksmonumenten in Vlaardingen
De stad en gemeente Vlaardingen telt 58 inschrijvingen in het rijksmonumentenregister. Hieronder een overzicht.
| Object | Oorspronkelijke functie?  | Bouwjaar                                           | Architect                                                         | Locatie                                                       | Coördinaten?                  | Nr.?   | Afbeelding                                                                   |
| --- | ------------------------- | -------------------------------------------------- | ----------------------------------------------------------------- | ------------------------------------------------------------- | ----------------------------- | ------ | ---------------------------------------------------------------------------- |
| Lijnbaan | Nijverheid                | eind 18e eeuw                                      |                                                                   | Baanstraat 4 inclusief touwbaan                               | 51° 54' 26" NB, 4° 20' 35" OL | 37411  | Meer afbeeldingen                                                            |
| Pand met eenvoudige tuitgevel van IJsselsteen met rode vensterstrekken                                       | Werk-woonhuis             | eerste helft 19e eeuw?                             |                                                                   | Hoogstraat 226                                                | 51° 54' 31" NB, 4° 20' 34" OL | 37412  | Meer afbeeldingen                                                            |
| Pand met klokgevel                                                                                           | Werk-woonhuis             | midden 18e eeuw                                    |                                                                   | Hoogstraat 228                                                | 51° 54' 30" NB, 4° 20' 34" OL | 37413  | Meer afbeeldingen                                                            |
| Aeolus | Industrie- en poldermolen | 1790                                               |                                                                   | Kortedijk 16                                                  | 51° 54' 56" NB, 4° 20' 44" OL | 37414  | Meer afbeeldingen                                                            |
| Pand met puntgevel                                                                                           | Werk-woonhuis             | 1651                                               |                                                                   | Kortedijk 122                                                 | 51° 54' 49" NB, 4° 20' 40" OL | 37415  | Meer afbeeldingen                                                            |
| Oude stadhuis                                                                                                | Bestuursgebouw en onderdl | 1650                                               |                                                                   | Markt 11                                                      | 51° 54' 29" NB, 4° 20' 31" OL | 37416  | Meer afbeeldingen                                                            |
| Hoekpand | Werk-woonhuis             | 17e eeuw                                           |                                                                   | Markt 42                                                      | 51° 54' 28" NB, 4° 20' 36" OL | 37417  | Meer afbeeldingen                                                            |
| Gevelsteen van het vroegere weeshuis                                                                         | Gedenkteken               | voor 1574                                          |                                                                   | Markt bij 47                                                  | 51° 54' 29" NB, 4° 20' 36" OL | 37418  | Gevelsteen van het vroegere weeshuis                                         |
| Hoekpand | Werk-woonhuis             | eerste helft 19e eeuw                              |                                                                   | Markt 49                                                      | 51° 54' 29" NB, 4° 20' 36" OL | 37419  | Meer afbeeldingen                                                            |
| Opgetrokken pakhuis met schilddak, waarin hijsluik. Oude kozijnen met luiken                                 | Opslag                    | eerste helft 19e eeuw                              |                                                                   | Markt bij 49                                                  | 51° 54' 29" NB, 4° 20' 36" OL | 37420  | Opgetrokken pakhuis met schilddak, waarin hijsluik. Oude kozijnen met luiken |
| Waag | Overheidsgebouw           | eerste kwart 17e eeuw                              |                                                                   | Markt 62                                                      | 51° 54' 29" NB, 4° 20' 34" OL | 37421  | Meer afbeeldingen                                                            |
| Grote Kerk                                                                                                   | Kerk en kerkonderdeel     | ca. 1156 eerste steen                              |                                                                   | Markt 63                                                      | 51° 54' 29" NB, 4° 20' 34" OL | 37422  | Meer afbeeldingen                                                            |
| Toren Grote Kerk                                                                                             | Kerk en kerkonderdeel     | 1744                                               | Daniel van Stolk                                                  | Markt bij 63                                                  | 51° 54' 29" NB, 4° 20' 33" OL | 37423  | Meer afbeeldingen                                                            |
| Pand met verdieping onder zadeldak met puntgevel, voormalig pakhuis                                          | Werk-woonhuis             | 18e eeuw                                           |                                                                   | Oosthavenkade 8                                               | 51° 54' 33" NB, 4° 20' 41" OL | 37424  | Meer afbeeldingen                                                            |
| Vleugel met afgeknotte topgevel en hijsvenster met luiken                                                    | Opslag                    |                                                    |                                                                   | Smalle Havenstraat 23                                         | 51° 54' 30" NB, 4° 20' 36" OL | 37425  | Meer afbeeldingen                                                            |
| Pakhuis met hoge puntgevel, afgedekt door een rollaag                                                        | Opslag                    | 18e eeuw                                           |                                                                   | Westhavenkade 36                                              | 51° 54' 31" NB, 4° 20' 38" OL | 37426  | Meer afbeeldingen                                                            |
| Pand met klokgevel                                                                                           | Werk-woonhuis             | tweede kwart 18e eeuw                              |                                                                   | Westhavenkade 37                                              | 51° 54' 25" NB, 4° 20' 40" OL | 37427  | Meer afbeeldingen                                                            |
| Pakhuis, waarvan de trapgevel is afgeknot                                                                    | Werk-woonhuis             | 1646                                               |                                                                   | Westhavenkade 38                                              | 51° 54' 25" NB, 4° 20' 41" OL | 37428  | Meer afbeeldingen                                                            |
| Visserijmuseum                                                                                               | Werk-woonhuis             | derde kwart 18e eeuw                               |                                                                   | Westhavenkade 54                                              | 51° 54' 21" NB, 4° 20' 43" OL | 37429  | Meer afbeeldingen                                                            |
| Het Reedershuys                                                                                              | Werk-woonhuis             | tweede kwart 18e eeuw                              |                                                                   | Westhavenkade 45                                              | 51° 54' 23" NB, 4° 20' 42" OL | 37430  | Meer afbeeldingen                                                            |
| Pakhuis met gepleisterde puntgevel                                                                           | Opslag                    | 17e eeuw                                           |                                                                   | Westhavenkade 57                                              | 51° 54' 20" NB, 4° 20' 43" OL | 37431  | Meer afbeeldingen                                                            |
| Pakhuis met gepleisterde puntgevel                                                                           | Opslag                    | 17e eeuw                                           |                                                                   | Westhavenkade 58                                              | 51° 54' 20" NB, 4° 20' 43" OL | 37432  | Meer afbeeldingen                                                            |
| Woonhuis met afgeknotte klokgevel                                                                            | Werk-woonhuis             |                                                    |                                                                   | Westhavenplaats 2                                             | 51° 54' 37" NB, 4° 20' 38" OL | 37433  | Meer afbeeldingen                                                            |
| Pand met klokgevel                                                                                           | Werk-woonhuis             | 18e eeuw                                           |                                                                   | Westhavenplaats 3                                             | 51° 54' 37" NB, 4° 20' 38" OL | 37434  | Meer afbeeldingen                                                            |
| Visbank | Winkel                    | 1778                                               |                                                                   | Westhavenplaats 37                                            | 51° 54' 32" NB, 4° 20' 38" OL | 37435  | Meer afbeeldingen                                                            |
| Boerderij met woongedeelte onder strodak                                                                     | Boerderij                 | 17e eeuw                                           |                                                                   | Zuidbuurt 30                                                  | 51° 54' 46" NB, 4° 17' 12" OL | 37436  | Boerderij met woongedeelte onder strodak                                     |
| Sarijnenhove                                                                                                 | Boerderij                 | 1644                                               |                                                                   | Zuidbuurt 34                                                  | 51° 54' 41" NB, 4° 17' 14" OL | 37437  | Meer afbeeldingen                                                            |
| Toegangshek "Schinkelshoek"                                                                                  | Erfscheiding              |                                                    |                                                                   | Zuidbuurt 81                                                  | 51° 54' 41" NB, 4° 17' 52" OL | 37438  | Meer afbeeldingen                                                            |
| Villa | Woonhuis                  | 1920                                               | W. Blokland                                                       | Parkweg 2                                                     | 51° 54' 43" NB, 4° 21' 11" OL | 511491 | Meer afbeeldingen                                                            |
| Herenhuis met poort                                                                                          | Woonhuis                  | 1893-1894                                          | G.J. Bosma                                                        | Oosthavenkade 11                                              | 51° 54' 31" NB, 4° 20' 41" OL | 527075 | Meer afbeeldingen                                                            |
| Het Oude Thuis, voormalig pakhuis                                                                            | Opslag                    | 1871                                               | J. van de Vlis                                                    | Oosthavenkade 23-26                                           | 51° 54' 29" NB, 4° 20' 44" OL | 527078 | Meer afbeeldingen                                                            |
| Oporto, wijnpakhuis met aangrenzende poort                                                                   | Opslag                    | 1888-1889                                          |                                                                   | Oosthavenkade 27                                              | 51° 54' 28" NB, 4° 20' 44" OL | 527079 | Meer afbeeldingen                                                            |
| Kantoorgebouw (Hollandiagebouw) van de voormalige achterliggende fabriek voor melkproducten "N.V. Hollandia" | Handel en kantoor         | 1897, 1912                                         | Pleun van der Berg                                                | Oosthavenkade 42                                              | 51° 54' 25" NB, 4° 20' 46" OL | 527080 | Meer afbeeldingen                                                            |
| Pakhuis | Opslag                    | 19e eeuw                                           |                                                                   | Oosthavenkade 53-53b                                          | 51° 54' 20" NB, 4° 20' 48" OL | 527081 | Meer afbeeldingen                                                            |
| Vishandel Abshoven, haringpakhuis met kantoor                                                                | Opslag                    | 1887                                               |                                                                   | Oosthavenkade 56 (hoek van de Oosthavenkade en de Maasstraat) | 51° 54' 19" NB, 4° 20' 49" OL | 527082 | Meer afbeeldingen                                                            |
| Stadsvilla "IJzermans" en smeedijzeren hek                                                                   | Woonhuis                  | 1883-84                                            |                                                                   | Schiedamseweg 53 en 53A                                       | 51° 54' 34" NB, 4° 20' 50" OL | 527083 | Meer afbeeldingen                                                            |
| Villa Dinterheem, met terras en afscheiding                                                                  | Woonhuis                  | 1917                                               |                                                                   | Schiedamseweg 90                                              | 51° 54' 33" NB, 4° 21' 12" OL | 527084 | Meer afbeeldingen                                                            |
| Villa "Francina"                                                                                             | Woonhuis                  | 1899                                               | G.J. Bosma                                                        | Schiedamseweg 93                                              | 51° 54' 35" NB, 4° 21' 3" OL  | 527085 | Villa "Francina"                                                             |
| Vrijstaande dubbele stadsvilla                                                                               | Woonhuis                  | 1915-1916 (oostelijke deel), 1921 (westelijk deel) | L.H.E. van Hylckema Vlieg (west), Bureau A. Maarleveld Azn (oost) | Schiedamseweg 110-112                                         | 51° 54' 33" NB, 4° 21' 19" OL | 527086 | Meer afbeeldingen                                                            |
| Vrijstaande stadsvilla                                                                                       | Woonhuis                  | 1896                                               | G.N. Itz                                                          | Verploegh Chasséplein 8                                       | 51° 54' 34" NB, 4° 21' 5" OL  | 527087 | Vrijstaande stadsvilla                                                       |
| Pakhuis met rederijkantoor "De Jagerij"                                                                      | Woonhuis                  | 1912                                               | A. Maarleveld Azn                                                 | Westhavenkade 71-74                                           | 51° 54' 18" NB, 4° 20' 44" OL | 527088 | Pakhuis met rederijkantoor "De Jagerij"                                      |
| Kroningslantaarn met fontein                                                                                 | Straatmeubilair           | 1901                                               | K. Cramer                                                         | Westhavenkade - Parallelweg                                   | 51° 54' 14" NB, 4° 20' 46" OL | 527090 | Meer afbeeldingen                                                            |
| Lichtbaak van Speyk                                                                                          | Straatmeubilair           | 1943                                               | J.J.Kolpa                                                         | Oosterhoofd/Oosthavenkade ongd.                               | 51° 53' 59" NB, 4° 20' 57" OL | 527091 | Meer afbeeldingen                                                            |
| Pakhuis "N.V. Visscherijmaatschappij Vlaardingen"                                                            | Opslag                    | 1900                                               |                                                                   | Kon. Wilhelminahaven NZ 11a                                   | 51° 54' 16" NB, 4° 21' 6" OL  | 527093 | Meer afbeeldingen                                                            |
| Pakhuis met kantoor en achterliggend erf                                                                     | Opslag                    | 1748                                               |                                                                   | Westhavenkade 70                                              | 51° 54' 20" NB, 4° 20' 44" OL | 527094 | Meer afbeeldingen                                                            |
| Pakhuis "A. Verboon" met kantoor, kuiperij, zoutkasten en bergzolder                                         | Opslag                    | 1915                                               | A.J. Maarleveld Azn.                                              | Kon. Wilhelminahaven ZZ 10                                    | 51° 54' 9" NB, 4° 20' 59" OL  | 527095 | Pakhuis "A. Verboon" met kantoor, kuiperij, zoutkasten en bergzolder         |
| Hofje, rij van vijf aaneengeschakelde arbeiderswoningen                                                      | Sociale zorg, liefdadigh. | 1877                                               |                                                                   | Steenplaats 1-5                                               | 51° 54' 16" NB, 4° 20' 38" OL | 527096 | Hofje, rij van vijf aaneengeschakelde arbeiderswoningen                      |
| Haringpakhuis                                                                                                | Opslag                    | ca. 1880                                           |                                                                   | Willem Beukelszoonstraat 2                                    | 51° 54' 27" NB, 4° 20' 46" OL | 527097 | Haringpakhuis                                                                |
| Kwakkelstein: bedrijfspand met kantoor, pakhuis, bovenwoning en stoep                                        | Opslag                    | 1737                                               |                                                                   | Westhavenkade 66                                              | 51° 54' 19" NB, 4° 20' 44" OL | 527100 | Meer afbeeldingen                                                            |
| Kwakkelstein: winkel met bovenwoning, stoep, hek                                                             | Winkel                    | 18e/19e/20e eeuw                                   |                                                                   | Westhavenkade 69                                              | 51° 54' 18" NB, 4° 20' 45" OL | 527101 | Meer afbeeldingen                                                            |
| Kwakkelstein: pakhuis, woonhuis, binnenplaats                                                                | Opslag                    | 18e/19e eeuw                                       |                                                                   | Westhavenkade 62                                              | 51° 54' 20" NB, 4° 20' 44" OL | 527102 | Meer afbeeldingen                                                            |
| Kwakkelstein: pakhuis                                                                                        | Opslag                    | 1896                                               |                                                                   | Westhavenkade bij 66 (achterterrein)                          | 51° 54' 18" NB, 4° 20' 42" OL | 527103 | Upload foto                                                                  |
| Kwakkelstein: kuiperij en een loods/pakhuis                                                                  | Opslag                    | midden 19e eeuw/begin 20e eeuw                     |                                                                   | Westhavenkade bij 65 (achterterrein)                          | 51° 54' 19" NB, 4° 20' 44" OL | 527104 | Upload foto                                                                  |
| Kwakkelstein: pakhuis/bedrijfspand                                                                           | Opslag                    | ca. 1900                                           |                                                                   | Vettenoordsekade 15/15a                                       | 51° 54' 19" NB, 4° 20' 38" OL | 527105 | Meer afbeeldingen                                                            |
| Kwakkelstein: dubbel pakhuis                                                                                 | Opslag                    | 18e/19e eeuw                                       |                                                                   | Vetteoordskade 7 en 9                                         | 51° 54' 19" NB, 4° 20' 39" OL | 527106 | Meer afbeeldingen                                                            |
| Rederij-pakhuis                                                                                              | Opslag                    | 1911                                               | Maarten Pot                                                       | Koningin Wilhelminahaven ZZ 20                                | 51° 54' 12" NB, 4° 21' 10" OL | 527098 | Rederij-pakhuis                                                              |
| Holypoort | Erfscheiding              | 1735                                               |                                                                   | Holysingel bij 3                                              | 51° 55' 24" NB, 4° 20' 45" OL | 530822 | Meer afbeeldingen                                                            |
| Groen van Prinstererlyceum                                                                                   | Gebouw                    | 1957                                               | Kees Elffers                                                      | Rotterdamseweg 55                                             | 51° 54' 59" NB, 4° 21' 28" OL | 530938 | Meer afbeeldingen                                                            |